# Тшцинськ
Тшцинськ (пол. Trzcińsk, нім. Labuhnken) — село в Польщі, у гміні Староґард-Гданський Староґардського повіту Поморського воєводства.
Населення — 269 осіб (2011).
У 1975-1998 роках село належало до Гданського воєводства.

## Демографія
Демографічна структура станом на 31 березня 2011 року:
|          | Загалом | Допрацездатний вік | Працездатний вік | Постпрацездатний вік |
| -------- | ------- | ------------------ | ---------------- | -------------------- |
| Чоловіки | 138     | 33                 | 93               | 12                   |
| Жінки    | 131     | 32                 | 80               | 19                   |
| Разом    | 269     | 65                 | 173              | 31                   |